# Harry Wilson
Harry Wilson (Wrexham, 1997. március 22. –) walesi válogatott labdarúgó, a Fulham játékosa. A walesi válogatott legfiatalabb pályára lépő játékosa.

## Pályafutása

### Liverpool
Wrexhamben született, Llangollenben, tanulmányait a Ysgol Dinas Bran középiskolában végezte. 2005-ben lett a Liverpool akadémiájának tagja. A 2012–2013-as szezon során az U16-os és az U18-as korosztályos csapatokban játszott. A következő szezontól már rendszeresen az utóbbi csapatban szerepelt, 2014. április 21-én az Ajax ellen 2–1-re elveszített Future Cup-döntőben is pályára lépett.
2014 júliusában aláírta első profi szerződését a klubbal. A 2014–2015-ös UEFA Ifjúsági Ligában 2014. október 22-én a 88. percben győztes gólt szerzett a Real Madrid ellen.
2015. július 11-én nevezték a Liverpool harminc fős keretébe, amely részt vett a szezon előtti thaiföldi és maláj túrán. Augusztus 16-án a 2015-ös Otten Cup, a PSV Eindhoven által szervezett nívós korosztályos torna legjobb játékosának választották.
2015. augusztus 26-án Wilsont fél évre kölcsönadta klubja a harmadosztályú Crewe Alexandra csapatának.  Szeptember 12-én mutatkozott be új csapatában, kezdőként először október 20-án lépett pályára a Burton Albion elleni bajnokin.
2016. július 28-án új szerződést írt alá a Liverpoollal. Az első csapatban 2017. január 18-án, a Plymouth Argyle elleni FA-kupa találkozón mutatkozott be, miután a 65. percben ő váltotta Philippe Coutinhót.
A 2017-2018-as szezonban az év legjobb fiatal labdarúgójának választották a csapatnál.

### Hull City
2018. január 31-én új szerződést írt alá a Liverpoollal, majd a másodosztályú Hull City-hez került kölcsönbe a szezon végéig. Február 3-án, a Preston North End ellen a 69. percben csereként beállva mutatkozott be a Championshipben.
A Nottingham Forest ellen első gólját is megszerezte. A szezon során 13 bajnokin hétszer volt eredményes.

### Derby County
2018 nyarán új, ötéves szerződést írt alá a Liverpoollal, majd a másodosztályú Derby County vette kölcsön a 2018-2019-es szezon végéig. Augusztus 3-án, a Reading elleni bajnokin mutatkozott be új csapatában. Szeptember 22-én szerezte első gólját a csapatban, A Manchester United elleni Ligakupa-mérkőzésen pedig csapata egyik legjobbja volt, góllal járult hozzá, hogy a Derby 2–2-es döntetlent követően büntetőpárbajban kiejtse nevesebb ellenfelét. Frank Lampard, a Derby menedzsere alapemberként számolt Wilsonnal, a szezon során 40 bajnokin kapott lehetőséget és tizenöt gólt szerzett.

### Bournemouth
2019 augusztus 6-án a a Premier League-ben szereplő Bournemouth csapatához került kölcsönbe a 2019-2020-as idény végéig. A Premier League-ben augusztus 17-én mutatkozott be, és az Aston Villa ellen 2–1-re megnyert mérkőzésen első gólját is megszerezte. Augusztus 25-én a Manchester City elleni idegenbeli bajnokin látványos szabadrúgásgólt szerzett.

### Cardiff City
2020 októberében a Cardiff City vette kölcsön a 2020–2021-es idény végéig. Október 18-án mutatkozott be a walesi csapatban. Három nappal később, a Bournemouth elleni 1–1-es döntetlen alkalmával megszerezte első gólját is a Cardiffban. 2021. május 1-jén profi pályafutása során először mesterhármast ért el a Birmingham City elleni 4–0-s győzelem alkalmával.

### Fulham
2021. július 24-én a másodosztályban szereplő Fulham szerződtette a Liverpooltól. Wilson ötéves szerződést írt alá. Debütáló mérkőzésén gólt szerzett a Middlesbrough elleni 1–1-es bajnokin.

### Ifjúsági
2013-ban debütált az U17-es walesi válogatottban a Victory Shield nevezetű labdarúgó tornán. 3 mérkőzésen 3 gólt szerzett.

### Felnőtt
2013. október 11-én, Macedónia ellen a kispadon kapott szerepet, de pályára nem lépett. Négy nappal később Belgium ellen debütált a válogatottban a 87. percben. Ezzel Gareth Bale rekordját megdöntve lett a legfiatalabb válogatott játékos, aki valaha debütált a nemzeti tizenegyben. A Liverpool FC legfiatalabb játékosa is lett, aki valaha felnőtt válogatott lett, 16 évesen és 207 napjával, korábban Raheem Sterling tartotta ezt a rekordot a maga 17 év 342 napjával, amikor pályára lépett az angol labdarúgó-válogatottban. Részt vett a koronavírus-járvány miatt 2021 nyarán megrendezett 2020-as labdarúgó-Európa-bajnokságon.